# NGC 1221
NGC 1221 est une galaxie lenticulaire relativement éloignée et située dans la constellation de l'Éridan. Elle a été découverte par l'astronome américain Francis Leavenworth en 1886.

## Caractéristiques
Sa vitesse par rapport au fond diffus cosmologique est de 8 440 ± 47 km/s, ce qui correspond à une distance de Hubble de 124,5 ± 8,7 Mpc (∼406 millions d'al).
À ce jour, une mesure non basée sur le décalage vers le rouge (redshift) donne une distance d'environ 70,800 Mpc (∼231 millions d'al). Cette valeur est loin à l'extérieur des valeurs de la distance de Hubble.